# Duitse oorlogsmisdadigers actief in Nederland

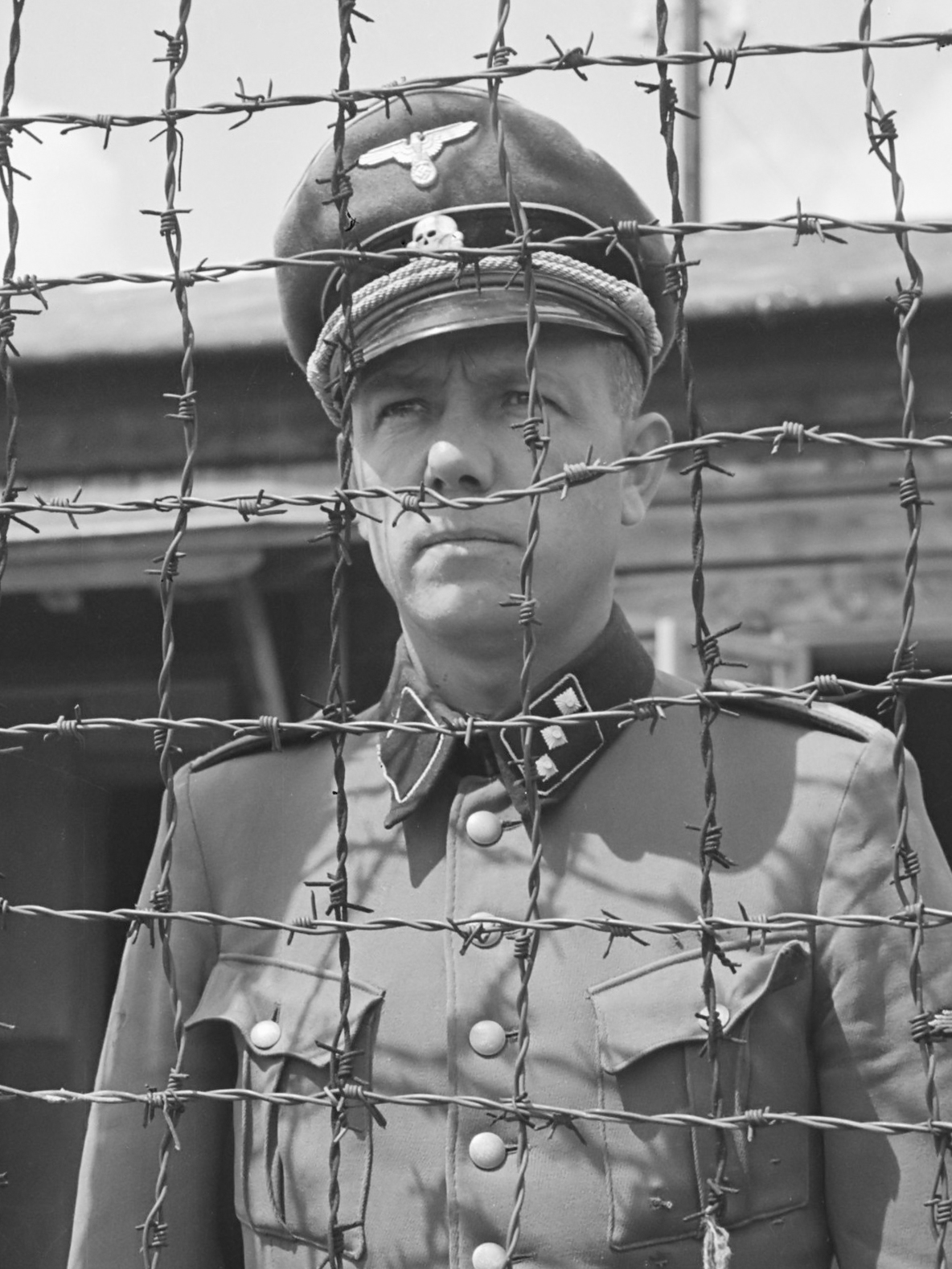
Karl Peter Berg, 1945. Foto: Sem Presser, Anefo.

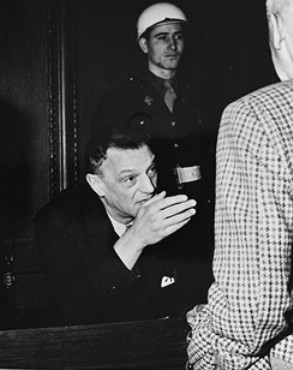
Seyss-Inquart tijdens het Proces van Neurenberg

Tijdens de bezetting van Nederland in de Tweede Wereldoorlog waren vele Duitsers en ook een aantal Oostenrijkers vanwege de Duitse overheid in Nederland gestationeerd. Een aantal daarvan is vanwege gepleegde oorlogsmisdaden veroordeeld.

## Veroordeelde Duitse en Oostenrijkse oorlogsmisdadigers
Deze lijst bevat veroordeelde oorlogsmisdadigers met een eigen artikel op Wikipedia:
- Artur Albrecht
- Karl Peter Berg
- Friedrich Christiansen
- Franz Fischer
- Ferdinand Hugo aus der Fünten
- Walter Heinrich
- Joseph Johann Kotalla
- Willy Lages
- Richard Nitsch
- Hanns Albin Rauter (Oostenrijker)
- Heinrich Sellmer
- Arthur Seyss-Inquart (Oostenrijker)
- Johann Friedrich Stöver

## Berechting
Seyss-Inquart werd berecht door het Internationaal Militair Gerechtshof te Neurenberg, en geëxecuteerd. Albrecht, Berg en Rauter werden na berechting in Nederland door Bijzondere Gerechtshoven en de Bijzondere Raad van Cassatie geëxecuteerd. Fischer, Aus der Fünten, Kotalla en Lages, die levenslang kregen, werden bekend als de Vier van Breda. 
Na 1945 zijn in totaal 242 Duitsers in Nederland voor het gerecht verschenen in het kader van de bijzondere rechtspleging (tegen 14.000 Nederlanders en nog 50.000 die door tribunalen werden berecht). Dat wil zeggen dat veel Duitsers die op hoge posities verantwoordelijk waren voor Jodenvervolging, misdaden tegen de menselijkheid, executie van verzetsstijders, wreedheden en roof, nooit zijn vervolgd. Het aantal Duitsers dat in aanmerking kwam voor vervolging dan wel voor wie actief om uitlevering werd verzocht, lag veel hoger (resp. 2000 en 1000). 

## Nooit vervolgd
Dat het in veel gevallen nooit tot vervolging is gekomen, had zowel praktische als juridische redenen. Duitsers die in Russische krijgsgevangenschap waren geraakt werden sowieso niet uitgeleverd, ook in de Amerikaanse en Engelse sectoren werd dat steeds moeilijker; Duitsland leverde eigen staatsburgers naderhand evenmin uit. Bovendien ontbrak het Nederland aan juridische middelen om (bijvoorbeeld met een beroep op de Neurenbergse processen) uitlevering af te dwingen; zo bezat het Nederlandse strafrecht geen samenzweringsartikel en konden personen dus alleen op grond van individueel gepleegde misdaden worden veroordeeld, hetgeen uitlevering bemoeilijkte. 
Het gevolg is geweest dat veel hooggeplaatste Duitsers die wel voor oorlogsmisdaden verantwoordelijk, dan wel erbij betrokken waren, toch nooit voor het gerecht zijn verschenen, noch in Nederland noch in Duitsland. Dat gold zowel voor de Zentralstellen für jüdische Auswanderung (bureaus voor Jodenvervolging) als voor veel ambtenaren van de BdS (Befehlshaber der Sicherheitsdienst), zogenaamde Schreibtischtäter, zoals de rechterhand van de BdS Erich Deppner. De laatste BdS, Karl Eberhard Schöngarth, werd bijvoorbeeld ter dood veroordeeld niet voor onder zijn leiding gepleegde wandaden, maar voor het doodschieten van een Britse parachutist.

## Befehlsnot
Ook een rol heeft gespeeld, dat volgens het volkenrecht militairen die bevelen hebben uitgevoerd "binnen de kring van hun bevoegdheid", alleen door hun eigen krijgsraad kunnen worden berecht en dus niet door de regering van het land waar zij op dat moment verbleven. Zodoende hebben velen met succes een beroep kunnen doen op Befehlsnot, dat wil zeggen dat zij (op straffe des doods) verplicht waren bevelen van hogerhand uit te voeren. 
Tweede Wereldoorlog ·
Nederland in WO2 ·
België in WO2 ·
nazi-Duitsland ·
 Portaal:Tweede Wereldoorlog